# Modi'in Ilit
Modi'in Ilit (hebrejsky מודיעין עילית, doslova „Horní Modi'in“, v oficiálním přepisu do angličtiny Modi'in Illit, alternativně označováno též jako Kirjat Sefer, doslova „Město knihy“, hebrejsky: קריית ספר) je izraelská osada a město na Západním břehu Jordánu v distriktu Judea a Samaří. Jde o nejlidnatější izraelskou osadu na Západním břehu Jordánu.

## Geografie
Nachází se v nadmořské výšce cca 300 metrů na jihozápadním okraji Samařska, v kopcovité krajině 25 kilometrů severozápadně od historického jádra Jeruzaléma, 30 kilometrů jihovýchodně od Tel Avivu a na dotyku se Zelenou linií oddělující okupovaná palestinská území od Izraele v jeho mezinárodně uznávaných hranicích.
Jižně od města probíhá v údolí vádí Nachal Modi'im.

## Historie
Jak napovidá název, je Modi'in Ilit fakticky předměstím nedalekého města Modi'in (přestože město Modi'in Ilit bylo postaveno dříve), respektive jednou polovinou nově založeného dvojměstí, jehož výstavba započala v 90. letech 20. století. Modi'in Ilit vznikl roku 1996.
Navazuje na starověké židovské sídlo Kirjat Sefer, které se tu nacházelo do 2. století našeho letopočtu, kdy bylo zničeno při židovském protiřímském povstání.
Novověký Modi'in Ilit byl založen jako komunita výlučně určená pro ultraortodoxní Židy. Vznik osady byl iniciován výlučně soukromými investory. Cílem bylo nabídnout ultraortodoxním Židům dostupné bydlení a odlehčit tak přelidněnému městu Bnej Brak. První domy v Modi'in Ilit byly postaveny v roce 1994. V březnu 2008 získala obec statut městské rady (velkého města). Izraelská vláda považuje blok osad okolo města Modi'in Ilit za území, které si hodlá ponechat i po případné mírové dohodě s Palestinci.

## Demografie
Podle údajů z roku 2009 tvořili naprostou většinu obyvatel Židé (včetně statistické kategorie "ostatní", která zahrnuje nearabské obyvatele židovského původu ale bez formální příslušnosti k židovskému náboženství).
Jde o větší obec městského typu s dlouhodobě prudce rostoucí populací. Od roku 2005 je nejlidnatějším izraelským sídlem na Západním břehu Jordánu (do té doby tuto pozici zaujímalo město Ma'ale Adumim). K 31. prosinci 2017 zde žilo 70 100 lidí. Společně se sousedním městem Modi'in-Makabim-Re'ut, které k 31. prosinci 2017 mělo 91 300 obyvatel, a dalšími menšími sídly tak vytváří téměř dvousettisícovou aglomeraci. Podle plánu z roku 2003 se v Modi'in Ilit výhledově počítá s počtem obyvatel 150 000.
Populace je mimořádně mladá. Roku 2013 zde byl druhý nejvyšší podíl obyvatelstva ve věku do 17 let ze všech sídel městského charakteru v Izraeli (63,1 % z celkové populace obce).
| Rok            | 1994  | 1995  | 1996  | 1997  | 1998   | 1999   | 2000   |
| -------------- | ----- | ----- | ----- | ----- | ------ | ------ | ------ |
| Počet obyvatel | 2 400 | 4 400 | 6 100 | 8 100 | 10 500 | 13 000 | 16 400 |

| Rok            | 2001   | 2002   | 2003   | 2004   | 2005   | 2006   | 2007   | 2008   | 2009   | 2010   | 2011   | 2012   | 2013   | 2014   | 2015   | 2016   | 2017   |
| -------------- | ------ | ------ | ------ | ------ | ------ | ------ | ------ | ------ | ------ | ------ | ------ | ------ | ------ | ------ | ------ | ------ | ------ |
| Počet obyvatel | 19 200 | 22 000 | 24 300 | 27 400 | 30 500 | 34 500 | 38 000 | 41 869 | 46 245 | 48 600 | 52 100 | 55 500 | 60 000 | 63 200 | 64 200 | 66 800 | 70 100 |